# Let Them Talk
Let Them Talk – debiutancki album angielskiego aktora i muzyka Hugh Lauriego.
Album, który składa się z klasycznych bluesowych utworów, został wydany 9 maja 2011 roku. Gościnnie w niektórych utworach wystąpili Tom Jones, Irma Thomas i Dr. John. Laurie, oprócz śpiewu, gra także na pianinie oraz gitarze. Poza nim w tworzeniu albumu udział wzięli także Kevin Breit jako gitarzysta oraz Vincent Henry jako saksofonista. Producentem albumu jest Joe Henry, zaś autorem aranżacji Allen Toussaint.
Wydawnictwo w Polsce uzyskało status podwójnej platynowej płyty.

## Lista utworów
| 1.  | "St. James Infirmary"                                            | 6:25    |
|     |                                                                  |         |
| 2.  | "You Don’t Know My Mind"                                         | 3:39    |
|     |                                                                  |         |
| 3.  | "Six Cold Feet"                                                  | 4:55    |
|     |                                                                  |         |
| 4.  | "Buddy Bolden's Blues"                                           | 3:12    |
|     |                                                                  |         |
| 5.  | "Battle of Jericho"                                              | 3:47    |
|     |                                                                  |         |
| 6.  | "After You've Gone" (gościnnie Dr. John)                         | 4:09    |
|     |                                                                  |         |
| 7.  | "Swanee River"                                                   | 2:43    |
|     |                                                                  |         |
| 8.  | "The Whale Has Swallowed Me"                                     | 3:37    |
|     |                                                                  |         |
| 9.  | "John Henry" (gościnnie Irma Thomas)                             | 3:34    |
|     |                                                                  |         |
| 10. | "Police Dog Blues"                                               | 3:33    |
|     |                                                                  |         |
| 11. | "Tipitana"                                                       | 5:06    |
|     |                                                                  |         |
| 12. | "Winin' Boy Blues"                                               | 2:59    |
|     |                                                                  |         |
| 13. | "They're Red Hot"                                                | 1:11    |
|     |                                                                  |         |
| 14. | "Baby, Please Make a Change" (gościnnie Tom Jones & Irma Thomas) | 4:57    |
|     |                                                                  |         |
| 15. | "Let Them Talk"                                                  | 4:10    |
|     | Limited Editon bonus:                                            |         |
| 16. | "Guess I’m a Fool"                                               | 3:09    |
|     |                                                                  |         |
| 17. | "It Ain’t Necessarily So"                                        | 3:46    |
|     |                                                                  |         |
| 18. | "Lowdown, Worried and Blue"                                      | 4:14    |
|     |                                                                  |         |
|     |                                                                  | 1:09:06 |
|     |                                                                  |         |

## Rankingi
| Ranking (2011)                       | Najwyższa pozycja |
| ------------------------------------ | ----------------- |
| Australijski Ranking Albumów         | 37                |
| Austriacki Ranking Albumów           | 1                 |
| Belgijski (Flandria) Ranking Albumów | 36                |
| Belgijski (Walonia) Ranking Albumów  | 6                 |
| Brytyjski Ranking Albumów            | 2                 |
| Francuski Ranking Albumów            | 2                 |
| Holenderski Ranking Albumów          | 25                |
| Niemiecki Ranking Albumów            | 8                 |
| Polski Ranking Albumów               | 49                |
| Szwajcarki Ranking Albumów           | 4                 |
| Węgierski Ranking Albumów            | 35                |
| Włoski Ranking Albumów               | 55                |